# FC Paços de Ferreira
FC Paços de Ferreira este un club de fotbal din Paços de Ferreira, Portugalia, care evoluează în Primeira Liga.

## Jucători Importanți
- Geraldo Alves
- Vitorino Antunes
- Pedro
- Marco Ferreira
- Mário Sérgio
- José Furtado
- Mangualde
- Ricardo Esteves
- Zé Manel
- Adalberto
- Dedé
- Edson Nobre
- Gualberto Mojica
- Cristiano
- Beto
- Gustavo Manduca
- Wesley
- Alain N'Kong
- André Bikey

## Suporteri
Suporterii clubului, "Ultrașii Galbeni" a fost fondat în 1996, și refăcut în 2001. Acesta s-a format din grupurile: "Febre Amarela" și "Yellowmania" (Mania Galbenă).